# 蛛毛喜鹊苣苔
蛛毛喜鹊苣苔（学名：Ornithoboea arachnoidea）为苦苣苔科喜鹊苣苔属下的一个种。